# 百騎館
百騎館（ひゃっきだて）は、秋田県山本郡（出羽国山本郡）三種町下岩川にあった日本の城。
館があった付近には堀や段築の遺構と百騎台と言う地名が残る。百騎館の跡地は民有地の山林になっている。